# 达格列净
达格列净（英語：Dapagliflozin，中文品牌名：安达唐(大陆地区)、福適佳(台灣地区)， 英文品牌名： Forxiga ）， 由阿斯利康研发，是第一种获批的SGLT2抑制剂，欧盟在2011年首先批准了此药物。2014年FDA批准其在美国销售。
达格列净于2017年获得中国食品和药品监督管理总局批准，用于2型糖尿病成人患者改善其血糖控制。

## 副作用
由于达格列净导致严重的糖尿（有时每天约70克），因此可能导致体重迅速减轻和疲倦。 葡萄糖起渗透性利尿剂的作用（这种作用是糖尿病多尿的原因），可导致脱水。 尿液中葡萄糖含量的增加也可能使已经与糖尿病相关的感染恶化，特别是尿路感染及鹅口疮（念珠菌病）。 极少数情况下，使用SGLT2药物（包括达格列净）与会阴坏死性筋膜炎（也称为Fournier坏疽）有关。
达格列净也与低血压反应有关。 人们担心它可能会增加糖尿病酮症酸中毒的风险。